# Кросс-Роудс (Пенсільванія)
Кросс-Роудс (англ. Cross Roads) — місто (англ. borough) в США, в окрузі Йорк штату Пенсільванія. Населення — 523 особи (2020).

## Географія
Кросс-Роудс розташований за координатами 39°49′12″ пн. ш. 76°34′22″ зх. д. / 39.82000° пн. ш. 76.57278° зх. д. (39.820013, -76.572823).  За даними Бюро перепису населення США в 2010 році місто мало площу 4,71 км², уся площа — суходіл.

## Демографія
Згідно з переписом 2010 року, у селищі мешкало 512 осіб у 193 домогосподарствах у складі 148 родин. Густота населення становила 109 осіб/км².  Було 199 помешкань (42/км²).
Расовий склад населення:
| - 97,5 % — білих - 1,8 % — чорних або афроамериканців - 0,4 % — азіатів |

До двох чи більше рас належало 0,4 %. Частка іспаномовних становила 0,8 % від усіх жителів.
За віковим діапазоном населення розподілялося таким чином: 23,8 % — особи молодші 18 років, 65,5 % — особи у віці 18—64 років, 10,7 % — особи у віці 65 років та старші. Медіана віку мешканця становила 42,7 року. На 100 осіб жіночої статі у селищі припадало 95,4 чоловіків;  на 100 жінок у віці від 18 років та старших — 100,0 чоловіків також старших 18 років.
Середній дохід на одне домашнє господарство  становив 80 664 долари США (медіана — 67 500), а середній дохід на одну сім'ю — 83 473 долари (медіана — 69 500). Медіана доходів становила 49 531 долар для чоловіків та 29 375 доларів для жінок. За межею бідності перебувало 3,2 % осіб, у тому числі 5,0 % дітей у віці до 18 років та 0,0 % осіб у віці 65 років та старших.
Цивільне працевлаштоване населення становило 315 осіб. Основні галузі зайнятості: освіта, охорона здоров'я та соціальна допомога — 18,1 %, роздрібна торгівля — 15,2 %, виробництво — 12,4 %.